# Médard-Jules Van den Weghe
Médard-Jules Van den Weghe (Ledegem, 28 juli 1876 - Halle, 14 juni 1940) was een Belgische historicus. Het nut van de geschiedenis ligt volgens hem in het feit dat heden en verleden niet los van elkaar kunnen gezien worden. Het heden kan maar verklaard worden door het verleden. Hij zegt dat het heden geboren wordt uit het verleden, en de toekomst een kind zal zijn van het heden, en zo dus een kleinkind van het verleden. 

## Leven
Médard-Jules Van den Weghe werd geboren in Ledegem op 28 juli 1876. Als oudste van een gezin met zeven kinderen werd hij door zijn vader Joannes Franciscus Van den Weghe en zijn moeder Adelaïde-Maria Devreese diep gelovig opgevoed.
Hij studeerde aan de Normaalschool in Torhout, waarna hij als onderwijzer in Moorslede werkte. In Moorslede publiceerde hij in 1894 de “Geschiedenis van Moorslede”. Dit werkte hij bij, elke keer als hij iets nieuw te weten kwam. In 1898 werd hij tot kantonnaal inspecteur benoemd te Tongeren, waar hij zijn werk “Geschiedenis der opvoedkunde sinds de zestiende eeuw” uitbracht. Later, in 1902, kreeg hij dezelfde job in Halle. Daar heeft Médard dan ook het meeste invloed gehad. Hij was een van de medeoprichters van de plaatselijke afdeling van het Davidsfonds. Daar was hij een tijdlang de ondervoorzitter, en later de voorzitter. In 1908 werd het “Parochieblad van O.L.V. Halle” opgericht, een weekblad dat 4 bladzijden telde en volledig aan het lokale geestesleven was gewijd. Ook daar was hij een belangrijke medewerker. Hij publiceerde in dat parochieblad tientallen artikels. Van den Weghe was een van de stichters van de Geschied- en Oudkundige Kring. Ook daar was hij ondervoorzitter tot hij stierf.  Hij publiceerde tal van bijdragen voor de “gedenkschriften” van de Kring, o. a. een uitvoerig artikel over Essenbeek.
Van den Weghe trad ook in de politiek. Nadat hij verkozen werd tot gemeenteraadslid, werd hij in 1933 schepen van onderwijs, tot aan zijn overlijden.
Hij was een drijvende kracht van de Consience-feesten in Halle. Hendrik Consience verbleef namelijk een aantal jaren te Halle en schreef daar zelfs 2 boeken.

## Publicaties
Van den Weghe publiceerde verschillende boeken: In 1912 een “Korte geschiedenis van O.L.V. van Halle en van haar heiligdom”, in 1927 een studie over het Stevenisme. Tussen 1929 tot 1932 verschenen: “Geschiedenis van Buysinghen-Eysinghen”, “Eene bijdrage tot de geschiedenis van Sint-Pieters-Leeuw” en “Uit de geschiedenis van Lot”. Ten slotte kwam hij in 1933 op het idee om “notitiën, studiën, aantekeningen en bewijsstukken over de stad Halle” te verzamelen en te publiceren in een “Hallensia”-reeks, bestaande uit 7 delen. Hij schreef een “Wandelboekje-Halle” in 1936 met een uitgestippelde wandeling door de stad, een korte monografie en een kaartje van Halle.
Met al deze werken had Van den Weghe al meermaals bewezen dat hij een zeer bekwame ‘lokale’ geschiedschrijver was, maar met zijn uitvoerige studie over Filips Van Artevelde kon hij bewijzen dat hij ook een grotere synthese aankon. Deze studie is overigens nooit gepubliceerd.

## Privé
Médard-Jules trouwde met Virginia Alexia Bostyn en had twee kinderen : Antoinette en Jozef. Zijn vrouw stierf in 1916 en hij hertrouwde later met Malvina Stoppie en in dat huwelijk kregen ze drie kinderen: Pol, Jan en Marie-Louise.
1. ↑  Guy Lernout, voorwoord door toenmalig burgemeester Albert Devogel (10 december 1977). Bio- en Bibliografie van Médard-Jules Van den Weghe. Davidsfonds-Halle, pp. 1-40.
2. ↑  https://www.erfgoedplus.be/details/KF.objecten.1361890497350-1059368969?fbclid=IwAR1vtZi0NTA-sS_2nhSSmkxUPNBtPy_M-cXEbtBT75uqN31445yoIKF5Zd0&filters=1&facets=expanded&resources=afbeelding&location=Vlaams-Brabant%20(Provincie)&sort-order=asc&productionplace=Gent&view=grid&maker=Snoeck-Cools%2C%20Ch.&pos=0